# بيلي كاسكي
بيلي كاسكي (بالإنجليزية: Billy Caskey)‏ هو لاعب كرة قدم بريطاني في مركز الهجوم، ولد في 10 ديسمبر 1954 في بلفاست في المملكة المتحدة. شارك مع منتخب أيرلندا الشمالية لكرة القدم. أما مع النوادي، فقد لعب مع تلسا رافنكس وديربي كاونتي وغلينتوران.

## وصلات خارجية
- بيلي كاسكي على موقع الاتحاد الأوربي (الإنجليزية)